# Llista de topònims d'Avià
Llista de topònims (noms propis de lloc) del municipi d'Avià, al Berguedà
Informació actualitzada per un bot. Els canvis manuals es perdran quan s'actualitzi!

## abric rocós
| imatge | Nom                  | Ubicat a | instància de | Detalls | coordenades                                                                  | Protecció | Commons (més fotos) | Dades a WD                    |
| ------ | -------------------- | -------- | ------------ | ------- | ---------------------------------------------------------------------------- | --------- | ------------------- | ----------------------------- |
|        | Balma de Cal Ramonet | Avià     | abric rocós  |         | 42° 04′ 03″ N, 1° 49′ 01″ E / 42.0674489856911°N,1.81705365939116°E          |           |                     | Modifica les dades a Wikidata |
|        | la Bauma             | Avià     | abric rocós  |         | 42° 03′ 19″ N, 1° 48′ 28″ E / 42.0554006672811°N,1.80769394237421°E ca:Clarà |           |                     | Modifica les dades a Wikidata |

## aqüeducte
| imatge | Nom                            | Ubicat a | instància de   | Detalls                                       | coordenades                                                                                           | Protecció | Commons (més fotos) | Dades a WD                    |
| ------ | ------------------------------ | -------- | -------------- | --------------------------------------------- | --- | --------- | ------------------- | ----------------------------- |
|        | Aqüeducte del Molí de Ballús   | Avià     | aqüeducte pont | Estil: noucentisme 19th century Estat: malmès | 42° 03′ 01″ N, 1° 51′ 12″ E / 42.05028°N,1.85323°E ca:Molí de Bellús. Obiols. 08610 AVIÀ              |           |                     | Modifica les dades a Wikidata |
|        | Aqüeducte del Molí del Castell | Avià     | aqüeducte pont | 1905 Estat: bon estat                         | 42° 05′ 04″ N, 1° 49′ 49″ E / 42.08454°N,1.83035°E ca:Carretera d'Avià al Molí del Castell 08610 AVIÀ |           |                     | Modifica les dades a Wikidata |

## creu de terme
| imatge | Nom                    | Ubicat a | instància de  | Detalls | coordenades                                                                  | Protecció | Commons (més fotos)  | Dades a WD                    |
| ------ | ---------------------- | -------- | ------------- | ------- | ---------------------------------------------------------------------------- | --------- | -------------------- | ----------------------------- |
|        | creu de Cal Bitxo      | Avià     | creu de terme |         | 42° 05′ 05″ N, 1° 49′ 36″ E / 42.0847582403067°N,1.82661007693786°E 697 msnm |           | Creu de terme d'Avià | Modifica les dades a Wikidata |
|        | creu de pedró d'Obiols | Avià     | creu de terme |         | 42° 03′ 42″ N, 1° 52′ 01″ E / 42.061800929919805°N,1.8668643761443025°E      |           |                      | Modifica les dades a Wikidata |
|        | creu de terme d'Obiols | Avià     | creu de terme |         | 42° 03′ 58″ N, 1° 51′ 59″ E / 42.06610993566672°N,1.8663164937676793°E       |           |                      | Modifica les dades a Wikidata |

## entitat singular de població
| imatge | Nom              | Ubicat a | instància de                                    | Detalls                              | coordenades                                                        | Protecció                                  | Commons (més fotos)      | Dades a WD                    |
| ------ | ---------------- | -------- | ----------------------------------------------- | ------------------------------------ | ------------------------------------------------------------------ | ------------------------------------------ | ------------------------ | ----------------------------- |
|        | Avià             | Avià     | entitat singular de població capital municipal  | 1812 hab                             | 42° 04′ 38″ N, 1° 49′ 22″ E / 42.07719221°N,1.822711799°E 688 msnm |                                            |                          | Modifica les dades a Wikidata |
|        | Barri de la Creu | Avià     | entitat singular de població                    | 113 hab                              | 42° 05′ 04″ N, 1° 49′ 35″ E / 42.0845°N,1.82641666667°E 694 msnm   |                                            |                          | Modifica les dades a Wikidata |
|        | Cal Rosal        | Avià     | entitat singular de població                    | 19 hab                               | 42° 04′ 23″ N, 1° 51′ 57″ E / 42.07302428°N,1.865867427°E 490 msnm |                                            |                          | Modifica les dades a Wikidata |
|        | Graugés          | Avià     | entitat singular de població                    | 161 hab                              | 42° 03′ 36″ N, 1° 50′ 21″ E / 42.06°N,1.8391666666667°E 595 msnm   |                                            |                          | Modifica les dades a Wikidata |
|        | Molí del Castell | Avià     | entitat singular de població                    | 45 hab                               | 42° 05′ 01″ N, 1° 49′ 55″ E / 42.0836°N,1.83183°E 661 msnm         |                                            | Molí del Castell (nucli) | Modifica les dades a Wikidata |
|        | Obiols           | Avià     | entitat singular de població                    | 18 hab                               | 42° 03′ 40″ N, 1° 52′ 00″ E / 42.06111°N,1.866569°E 535 msnm       |                                            |                          | Modifica les dades a Wikidata |
|        | la Plana         | Avià     | entitat singular de població colònia industrial | Estil: arquitectura eclèctica 74 hab | 42° 03′ 13″ N, 1° 52′ 16″ E / 42.0535°N,1.87105°E 470 msnm         | bé integrant del patrimoni cultural català | La Plana (Avià)          | Modifica les dades a Wikidata |

## església
| imatge | Nom                   | Ubicat a | instància de                 | Detalls                                   | coordenades | Protecció                                  | Commons (més fotos) | Dades a WD                    |
| ------ | --------------------- | -------- | ---------------------------- | ----------------------------------------- | --- | ------------------------------------------ | ------------------- | ----------------------------- |
|        | Mare de Déu del Remei | Avià     | església                     |                                           | 42° 05′ 07″ N, 1° 50′ 23″ E / 42.085285°N,1.839623°E ca:masia de cal Castanyer 652 msnm                                |                                            |                     | Modifica les dades a Wikidata |
|        | Sant Martí d'Avià     | Avià     | església església parroquial | Estil: arquitectura neoclàssica           | 42° 04′ 31″ N, 1° 49′ 30″ E / 42.0754°N,1.82513°E ca:Nucli antic, c/ Padró, 11. 08610 AVIÀ                             | bé integrant del patrimoni cultural català | Sant Martí d'Avià   | Modifica les dades a Wikidata |
|        | Sant Serni de Clarà   | Avià     | església                     | Estil: arquitectura popular 1630          | 42° 03′ 54″ N, 1° 48′ 04″ E / 42.065°N,1.80112°E ca:Església de Sant Serni de Clarà. Clarà. 08610 AVIÀ 691 msnm        | bé integrant del patrimoni cultural català | Sant Serni de Clarà | Modifica les dades a Wikidata |
|        | Santa Maria d'Avià    | Avià     | església                     | Estil: arquitectura romànica 12nd century | 42° 04′ 21″ N, 1° 50′ 04″ E / 42.0725°N,1.83455556°E ca:Església de Santa Maria d'Avià. Pla de Santa Maria. 08610 AVIÀ | bé cultural d'interès local                | Santa Maria d'Avià  | Modifica les dades a Wikidata |

## font
| imatge | Nom                        | Ubicat a | instància de | Detalls | coordenades                                                         | Protecció | Commons (més fotos) | Dades a WD                    |
| ------ | -------------------------- | -------- | ------------ | ------- | ------------------------------------------------------------------- | --------- | ------------------- | ----------------------------- |
|        | font de Cal Ramonet        | Avià     | font         |         | 42° 04′ 24″ N, 1° 49′ 00″ E / 42.073356172955°N,1.8166254841502°E   |           |                     | Modifica les dades a Wikidata |
|        | font de Cal Tana           | Avià     | font         |         | 42° 04′ 12″ N, 1° 49′ 44″ E / 42.069878344077°N,1.8287776709729°E   |           |                     | Modifica les dades a Wikidata |
|        | font del Molí de Casancots | Avià     | font         |         | 42° 03′ 16″ N, 1° 48′ 39″ E / 42.0545062869819°N,1.81090105247877°E |           |                     | Modifica les dades a Wikidata |

## masia
| imatge | Nom                        | Ubicat a | instància de | Detalls                                                       | coordenades | Protecció                                  | Commons (més fotos)  | Dades a WD                    |
| ------ | -------------------------- | -------- | ------------ | ------------------------------------------------------------- | --- | ------------------------------------------ | -------------------- | ----------------------------- |
|        | Bellús                     | Avià     | masia        | Estil: arquitectura popular 1867                              | 42° 03′ 07″ N, 1° 51′ 36″ E / 42.052°N,1.85988°E ca:Casa Bellús. Obiols. 08610 AVIÀ                                              | bé integrant del patrimoni cultural català | Masia Bellús (Avià)  | Modifica les dades a Wikidata |
|        | Ca l'Escalada              | Avià     | masia        |                                                               | 42° 04′ 39″ N, 1° 50′ 53″ E / 42.07741°N,1.84803°E                                                                               |                                            |                      | Modifica les dades a Wikidata |
|        | Ca l'Escolà                | Avià     | masia        |                                                               | 42° 04′ 30″ N, 1° 50′ 01″ E / 42.074886107639°N,1.83356160700585°E                                                               |                                            |                      | Modifica les dades a Wikidata |
|        | Ca l'Ovelleta              | Avià     | masia        | Estil: arquitectura popular                                   | 42° 05′ 18″ N, 1° 49′ 48″ E / 42.088228°N,1.830035°E                                                                             | bé integrant del patrimoni cultural català |                      | Modifica les dades a Wikidata |
|        | Ca la Mestra               | Avià     | masia        |                                                               | 42° 04′ 06″ N, 1° 50′ 45″ E / 42.0683355875187°N,1.84574478273066°E                                                              |                                            |                      | Modifica les dades a Wikidata |
|        | Ca la Verònica             | Avià     | masia        | Estil: arquitectura popular 1910                              | 42° 04′ 15″ N, 1° 49′ 27″ E / 42.070914°N,1.824297°E ca:Ca la Verònica 08610 AVIÀ. Zona sud del municipi                         | bé integrant del patrimoni cultural català |                      | Modifica les dades a Wikidata |
|        | Cal Barranc                | Avià     | masia        |                                                               | 42° 04′ 17″ N, 1° 49′ 39″ E / 42.0715020451818°N,1.82760374868137°E                                                              |                                            |                      | Modifica les dades a Wikidata |
|        | Cal Bep Nou                | Avià     | masia        | Estil: arquitectura popular 1910                              | 42° 04′ 06″ N, 1° 50′ 10″ E / 42.0683°N,1.83613°E ca:Cal Bep Nou 08610 AVIÀ. Zona sud del municipi                               | bé integrant del patrimoni cultural català |                      | Modifica les dades a Wikidata |
|        | Cal Bep Vell               | Avià     | masia        | Estil: arquitectura popular 18th century                      | 42° 04′ 06″ N, 1° 49′ 53″ E / 42.0683°N,1.83132°E ca:Cal Bep Vell. 08610 AVIÀ. Zona sud del municipi                             | bé integrant del patrimoni cultural català |                      | Modifica les dades a Wikidata |
|        | Cal Bitxo                  | Avià     | masia        |                                                               | 42° 05′ 05″ N, 1° 49′ 34″ E / 42.084607°N,1.826223°E                                                                             |                                            |                      | Modifica les dades a Wikidata |
|        | Cal Candela                | Avià     | masia        |                                                               | 42° 04′ 47″ N, 1° 51′ 05″ E / 42.0796333970272°N,1.85151227271405°E ca:Molí del Castell                                          |                                            |                      | Modifica les dades a Wikidata |
|        | Cal Candi                  | Avià     | masia        |                                                               | 42° 04′ 13″ N, 1° 51′ 07″ E / 42.0701709905425°N,1.85184002224395°E                                                              |                                            |                      | Modifica les dades a Wikidata |
|        | Cal Castanyer              | Avià     | masia        | Estil: arquitectura popular 1742 Estat: enderrocat o destruït | 42° 05′ 07″ N, 1° 50′ 21″ E / 42.08531111°N,1.83925556°E ca:Paratge de Cal Castanyer 08610 AVIÀ. Zona Molí del Castell. 652 msnm | bé integrant del patrimoni cultural català |                      | Modifica les dades a Wikidata |
|        | Cal Ceba                   | Avià     | masia        | Estil: arquitectura popular 18th century                      | 42° 04′ 21″ N, 1° 51′ 12″ E / 42.072576°N,1.853326°E ca:Cal Ceba, Graugés, 08610 AVIÀ 680 msnm                                   | bé integrant del patrimoni cultural català |                      | Modifica les dades a Wikidata |
|        | Cal Climent                | Avià     | masia        |                                                               | 42° 03′ 47″ N, 1° 51′ 03″ E / 42.0631538036491°N,1.85081826194826°E                                                              |                                            |                      | Modifica les dades a Wikidata |
|        | Cal Coloma                 | Avià     | masia        | Estil: arquitectura popular                                   | 42° 04′ 16″ N, 1° 48′ 59″ E / 42.071049°N,1.816389°E                                                                             | bé integrant del patrimoni cultural català |                      | Modifica les dades a Wikidata |
|        | Cal Comelles               | Avià     | masia        |                                                               | 42° 04′ 47″ N, 1° 50′ 18″ E / 42.0798171604967°N,1.83845220098753°E                                                              |                                            |                      | Modifica les dades a Wikidata |
|        | Cal Dacs                   | Avià     | masia        |                                                               | 42° 04′ 27″ N, 1° 51′ 07″ E / 42.07420680797°N,1.85193651524843°E                                                                |                                            |                      | Modifica les dades a Wikidata |
|        | Cal Feneca                 | Avià     | masia        |                                                               | 42° 04′ 25″ N, 1° 49′ 12″ E / 42.0737211783607°N,1.82004390433916°E                                                              |                                            |                      | Modifica les dades a Wikidata |
|        | Cal Fernando Dacs          | Avià     | masia        |                                                               | 42° 04′ 24″ N, 1° 51′ 11″ E / 42.0732370144225°N,1.85312656415407°E                                                              |                                            |                      | Modifica les dades a Wikidata |
|        | Cal Fiteu                  | Avià     | masia        |                                                               | 42° 04′ 31″ N, 1° 49′ 29″ E / 42.0752900990549°N,1.82460855291428°E                                                              |                                            |                      | Modifica les dades a Wikidata |
|        | Cal Foubes                 | Avià     | masia        |                                                               | 42° 05′ 03″ N, 1° 49′ 27″ E / 42.0842646315386°N,1.82414063611337°E                                                              |                                            |                      | Modifica les dades a Wikidata |
|        | Cal Gras                   | Avià     | masia        |                                                               | 42° 05′ 17″ N, 1° 49′ 33″ E / 42.088054904258°N,1.82576339320171°E                                                               |                                            |                      | Modifica les dades a Wikidata |
|        | Cal Graus                  | Avià     | masia        |                                                               | 42° 04′ 53″ N, 1° 49′ 46″ E / 42.0813563582981°N,1.82950179546655°E                                                              |                                            |                      | Modifica les dades a Wikidata |
|        | Cal Gris                   | Avià     | masia        | Estil: arquitectura popular                                   | 42° 03′ 57″ N, 1° 51′ 28″ E / 42.065892°N,1.857656°E 606 msnm                                                                    | bé integrant del patrimoni cultural català |                      | Modifica les dades a Wikidata |
|        | Cal Guixer                 | Avià     | masia        |                                                               | 42° 04′ 19″ N, 1° 49′ 07″ E / 42.0718505542503°N,1.81855545948776°E                                                              |                                            |                      | Modifica les dades a Wikidata |
|        | Cal Janó                   | Avià     | masia        | Estil: arquitectura popular 20th century                      | 42° 04′ 24″ N, 1° 49′ 15″ E / 42.07321°N,1.820713°E ca:Cal Janó. La Rovira. 08610 AVIÀ                                           | bé integrant del patrimoni cultural català |                      | Modifica les dades a Wikidata |
|        | Cal Maixora                | Avià     | masia        |                                                               | 42° 04′ 54″ N, 1° 49′ 12″ E / 42.0815742114752°N,1.81999511775122°E                                                              |                                            |                      | Modifica les dades a Wikidata |
|        | Cal Mas                    | Avià     | masia        | Estil: arquitectura popular                                   | 42° 04′ 35″ N, 1° 49′ 27″ E / 42.0765°N,1.82422°E                                                                                | bé integrant del patrimoni cultural català | Cal Mas (Avià)       | Modifica les dades a Wikidata |
|        | Cal Massec                 | Avià     | masia        |                                                               | 42° 04′ 35″ N, 1° 50′ 56″ E / 42.0763458281818°N,1.84879110268293°E                                                              |                                            |                      | Modifica les dades a Wikidata |
|        | Cal Miquel                 | Avià     | masia        | Estil: arquitectura popular 19th century                      | 42° 05′ 25″ N, 1° 49′ 21″ E / 42.0904°N,1.82263°E ca:Cal Miquel. Polígon de La Valldàn. 08610 AVIÀ                               | bé integrant del patrimoni cultural català |                      | Modifica les dades a Wikidata |
|        | Cal Miqueló                | Avià     | masia        |                                                               | 42° 05′ 11″ N, 1° 49′ 28″ E / 42.0863854268839°N,1.82456091983656°E                                                              |                                            |                      | Modifica les dades a Wikidata |
|        | Cal Nanxo                  | Avià     | masia        |                                                               | 42° 05′ 15″ N, 1° 49′ 26″ E / 42.0875932477135°N,1.82377688344166°E                                                              |                                            |                      | Modifica les dades a Wikidata |
|        | Cal Pere Nou               | Avià     | masia        |                                                               | 42° 05′ 10″ N, 1° 49′ 49″ E / 42.086235642101°N,1.83017381716244°E                                                               |                                            |                      | Modifica les dades a Wikidata |
|        | Cal Pere Vell              | Avià     | masia        | Estil: arquitectura popular 17th century                      | 42° 05′ 14″ N, 1° 49′ 56″ E / 42.08735°N,1.832191°E ca:Zona Molí del Castell 695 msnm                                            | bé integrant del patrimoni cultural català | Cal Pere Vell (Avià) | Modifica les dades a Wikidata |
|        | Cal Pla                    | Avià     | masia        |                                                               | 42° 03′ 40″ N, 1° 50′ 29″ E / 42.061074°N,1.841379°E ca:Graugés                                                                  |                                            |                      | Modifica les dades a Wikidata |
|        | Cal Prat                   | Avià     | masia        |                                                               | 42° 04′ 43″ N, 1° 50′ 22″ E / 42.0785656768061°N,1.83938172826434°E                                                              |                                            |                      | Modifica les dades a Wikidata |
|        | Cal Ramonet                | Avià     | masia        | Estil: arquitectura popular 1800                              | 42° 04′ 19″ N, 1° 49′ 04″ E / 42.0719°N,1.8177°E ca:Cal Ramonet, Veral de Cal Guixé, La Rovira. 08610 AVIÀ 680 msnm              | bé integrant del patrimoni cultural català |                      | Modifica les dades a Wikidata |
|        | Cal Sabata                 | Avià     | masia        |                                                               | 42° 03′ 33″ N, 1° 51′ 21″ E / 42.0590353080583°N,1.8559685038162°E                                                               |                                            |                      | Modifica les dades a Wikidata |
|        | Cal Savoia                 | Avià     | masia        |                                                               | 42° 03′ 25″ N, 1° 48′ 15″ E / 42.0568330933707°N,1.80427120111002°E                                                              |                                            |                      | Modifica les dades a Wikidata |
|        | Cal Serrador               | Avià     | masia        |                                                               | 42° 05′ 17″ N, 1° 49′ 19″ E / 42.08808333°N,1.82193056°E 726 msnm                                                                |                                            |                      | Modifica les dades a Wikidata |
|        | Cal Solà                   | Avià     | masia        |                                                               | 42° 03′ 28″ N, 1° 51′ 20″ E / 42.05771675535°N,1.85560544017145°E                                                                |                                            |                      | Modifica les dades a Wikidata |
|        | Cal Tana                   | Avià     | masia        |                                                               | 42° 04′ 12″ N, 1° 49′ 45″ E / 42.0699496706294°N,1.82904658065892°E                                                              |                                            |                      | Modifica les dades a Wikidata |
|        | Cal Tarimbó                | Avià     | masia        |                                                               | 42° 03′ 59″ N, 1° 50′ 24″ E / 42.0664852761353°N,1.8399886038074°E                                                               |                                            |                      | Modifica les dades a Wikidata |
|        | Cal Tavella                | Avià     | masia        | Estil: arquitectura popular 19th century                      | 42° 05′ 02″ N, 1° 48′ 48″ E / 42.083977°N,1.813283°E ca:Cal Tavella. Sobrestrada. 08610 AVIÀ                                     | bé integrant del patrimoni cultural català |                      | Modifica les dades a Wikidata |
|        | Cal Temporal               | Avià     | masia        |                                                               | 42° 03′ 15″ N, 1° 50′ 33″ E / 42.054206905048°N,1.84239942296081°E                                                               |                                            |                      | Modifica les dades a Wikidata |
|        | Cal Treset                 | Avià     | masia        |                                                               | 42° 04′ 31″ N, 1° 51′ 01″ E / 42.0753876169052°N,1.85023489472301°E                                                              |                                            |                      | Modifica les dades a Wikidata |
|        | Cal Vilardaga              | Avià     | masia        |                                                               | 42° 03′ 50″ N, 1° 51′ 17″ E / 42.0637781347809°N,1.8547109574047°E                                                               |                                            |                      | Modifica les dades a Wikidata |
|        | Cal Vímec                  | Avià     | masia        |                                                               | 42° 04′ 27″ N, 1° 49′ 47″ E / 42.0740370469239°N,1.82978137092979°E                                                              |                                            |                      | Modifica les dades a Wikidata |
|        | Cal Xoques                 | Avià     | masia        |                                                               | 42° 05′ 04″ N, 1° 49′ 31″ E / 42.084465862459°N,1.82532178537753°E                                                               |                                            |                      | Modifica les dades a Wikidata |
|        | Can Cardona                | Avià     | masia        | Estil: arquitectura popular 1650                              | 42° 05′ 02″ N, 1° 49′ 02″ E / 42.08391111°N,1.81719472°E ca:Can Cardona. Sobrestrada. 08610 AVIÀ 740 msnm                        | bé integrant del patrimoni cultural català |                      | Modifica les dades a Wikidata |
|        | Casa Canal                 | Avià     | masia        |                                                               | 42° 04′ 34″ N, 1° 51′ 04″ E / 42.0761180429638°N,1.85122508684227°E                                                              |                                            |                      | Modifica les dades a Wikidata |
|        | Casa Pujol                 | Avià     | masia        |                                                               | 42° 04′ 07″ N, 1° 50′ 56″ E / 42.0686550595543°N,1.84885756238747°E                                                              |                                            |                      | Modifica les dades a Wikidata |
|        | Casa en Camp Nou           | Avià     | masia        |                                                               | 42° 04′ 42″ N, 1° 49′ 53″ E / 42.0781953309147°N,1.83128866114891°E                                                              |                                            |                      | Modifica les dades a Wikidata |
|        | Casa en Camp Vell          | Avià     | masia        |                                                               | 42° 04′ 41″ N, 1° 50′ 01″ E / 42.077957194024°N,1.83355371754161°E                                                               |                                            |                      | Modifica les dades a Wikidata |
|        | Casa nova de Serrapinyana  | Avià     | masia        | Estil: arquitectura popular                                   | 42° 04′ 24″ N, 1° 48′ 18″ E / 42.0732°N,1.80509°E                                                                                | bé integrant del patrimoni cultural català |                      | Modifica les dades a Wikidata |
|        | Casancots                  | Avià     | masia        | Estil: arquitectura popular 17th century                      | 42° 03′ 11″ N, 1° 48′ 55″ E / 42.05291667°N,1.81531389°E ca:Casancots. 08610 AVIÀ. Zona Vilamarí 631 msnm                        | bé integrant del patrimoni cultural català |                      | Modifica les dades a Wikidata |
|        | Casanova de Vilamarí       | Avià     | masia        |                                                               | 42° 03′ 01″ N, 1° 49′ 31″ E / 42.0503840461734°N,1.82515247228592°E                                                              |                                            |                      | Modifica les dades a Wikidata |
|        | Casavella de Graugés       | Avià     | masia        | Estil: arquitectura popular                                   | 42° 04′ 05″ N, 1° 50′ 48″ E / 42.0681°N,1.84653°E                                                                                | bé integrant del patrimoni cultural català |                      | Modifica les dades a Wikidata |
|        | Caseta de Bernades         | Avià     | masia        |                                                               | 42° 02′ 49″ N, 1° 50′ 36″ E / 42.0469747629862°N,1.84329199591398°E                                                              |                                            |                      | Modifica les dades a Wikidata |
|        | Caseta de Salvans          | Avià     | masia        | Estil: arquitectura popular 18th century                      | 42° 05′ 03″ N, 1° 48′ 34″ E / 42.0843°N,1.80941°E ca:Caseta de Salvans. Zona de Sobrestrada. 08610 AVIÀ                          |                                            |                      | Modifica les dades a Wikidata |
|        | Codines                    | Avià     | masia        |                                                               | 42° 03′ 57″ N, 1° 48′ 48″ E / 42.0658788932464°N,1.81327542806635°E                                                              |                                            |                      | Modifica les dades a Wikidata |
|        | Comermada                  | Avià     | masia        |                                                               | 42° 04′ 11″ N, 1° 49′ 32″ E / 42.0698431766375°N,1.82567607291229°E                                                              |                                            |                      | Modifica les dades a Wikidata |
|        | Covinçà                    | Avià     | masia        |                                                               | 42° 03′ 24″ N, 1° 50′ 15″ E / 42.0566341052351°N,1.83749709329324°E                                                              |                                            |                      | Modifica les dades a Wikidata |
|        | Gorans                     | Avià     | masia        |                                                               | 42° 03′ 57″ N, 1° 49′ 22″ E / 42.065931706719°N,1.82277478107185°E                                                               |                                            |                      | Modifica les dades a Wikidata |
|        | Graugés                    | Avià     | masia        |                                                               | 42° 03′ 51″ N, 1° 50′ 37″ E / 42.0642781076434°N,1.84349765308103°E                                                              |                                            |                      | Modifica les dades a Wikidata |
|        | Hostal del Gran Nom        | Avià     | masia        |                                                               | 42° 03′ 43″ N, 1° 47′ 38″ E / 42.0620281700614°N,1.79379168123988°E                                                              |                                            |                      | Modifica les dades a Wikidata |
|        | Lluent d'Avià              | Avià     | masia        |                                                               | 42° 04′ 00″ N, 1° 50′ 04″ E / 42.0667175878663°N,1.83447265639709°E                                                              |                                            |                      | Modifica les dades a Wikidata |
|        | Mas Carbonells             | Avià     | masia        | Estil: arquitectura popular                                   | 42° 04′ 18″ N, 1° 51′ 22″ E / 42.0717°N,1.85621°E                                                                                | bé integrant del patrimoni cultural català |                      | Modifica les dades a Wikidata |
|        | Mas d'Obiols               | Avià     | masia        | Estil: arquitectura popular                                   | 42° 03′ 40″ N, 1° 51′ 58″ E / 42.0612°N,1.86617°E ca:Mas d'Obiols 08610 AVIÀ                                                     | bé integrant del patrimoni cultural català |                      | Modifica les dades a Wikidata |
|        | Masia Salvans              | Avià     | masia        | Estil: arquitectura popular                                   | 42° 04′ 34″ N, 1° 49′ 29″ E / 42.0761°N,1.82461°E                                                                                | bé integrant del patrimoni cultural català | Masia Salvans        | Modifica les dades a Wikidata |
|        | Masia Santamaria           | Avià     | masia        | Estil: arquitectura popular                                   | 42° 04′ 19″ N, 1° 50′ 03″ E / 42.072°N,1.83404°E                                                                                 | bé integrant del patrimoni cultural català |                      | Modifica les dades a Wikidata |
|        | Masia Serrapinyana         | Avià     | masia        | Estil: arquitectura popular                                   | 42° 04′ 18″ N, 1° 48′ 08″ E / 42.0716°N,1.8021°E                                                                                 | bé integrant del patrimoni cultural català |                      | Modifica les dades a Wikidata |
|        | Masia Vilamarí             | Avià     | masia        | Estil: arquitectura popular                                   | 42° 03′ 10″ N, 1° 49′ 41″ E / 42.0527°N,1.82802°E                                                                                | bé integrant del patrimoni cultural català |                      | Modifica les dades a Wikidata |
|        | Montorsí                   | Avià     | masia        | Estil: arquitectura popular                                   | 42° 04′ 14″ N, 1° 51′ 38″ E / 42.0706°N,1.86061°E                                                                                | bé integrant del patrimoni cultural català |                      | Modifica les dades a Wikidata |
|        | Noet                       | Avià     | masia        | Estil: arquitectura popular 14th century                      | 42° 05′ 02″ N, 1° 50′ 55″ E / 42.084°N,1.84855°E ca:Camí ral que dona a la ctra. Avià, c. Rosal (dreta) 650 msnm                 | bé integrant del patrimoni cultural català | Noet (Avià)          | Modifica les dades a Wikidata |
|        | Pagerols                   | Avià     | masia        | Estil: arquitectura popular                                   | 42° 03′ 09″ N, 1° 49′ 24″ E / 42.052577°N,1.823451°E ca:Pagerols. Camí d'Avià a Santandreu. 08610 AVIÀ. Zona Vilamarí            | bé integrant del patrimoni cultural català |                      | Modifica les dades a Wikidata |
|        | Regatell                   | Avià     | masia        | Estil: arquitectura popular 1778                              | 42° 05′ 08″ N, 1° 48′ 29″ E / 42.085588°N,1.807958°E ca:Regatell de Baix. Zona Sobrestrada. 08610 AVIÀ                           | bé integrant del patrimoni cultural català |                      | Modifica les dades a Wikidata |
|        | Santandreu                 | Avià     | masia        | Estil: arquitectura popular                                   | 42° 02′ 50″ N, 1° 49′ 07″ E / 42.0472°N,1.81854°E ca:Casa Santandreu. Camí d'Avià a Santandreu. 08610 AVIÀ. Zona Vilamarí        | bé integrant del patrimoni cultural català |                      | Modifica les dades a Wikidata |
|        | Sobrestrada                | Avià     | masia        | Estil: arquitectura popular 1386                              | 42° 05′ 08″ N, 1° 49′ 13″ E / 42.085498°N,1.820219°E ca:Casa Sobrestrada. Sobrestrada. 08610 AVIÀ                                | bé integrant del patrimoni cultural català |                      | Modifica les dades a Wikidata |
|        | Terradelles                | Avià     | masia        | 18th century                                                  | 42° 02′ 39″ N, 1° 51′ 14″ E / 42.0441901662352°N,1.85390290816329°E ca:Casa Terradelles. Obiols. 08610 AVIÀ.                     |                                            |                      | Modifica les dades a Wikidata |
|        | Torredeu                   | Avià     | masia        |                                                               | 42° 04′ 21″ N, 1° 49′ 09″ E / 42.0725785132884°N,1.81927933819522°E                                                              |                                            |                      | Modifica les dades a Wikidata |
|        | Vilajoana                  | Avià     | masia        | Estil: arquitectura popular                                   | 42° 03′ 59″ N, 1° 50′ 24″ E / 42.0663°N,1.8399°E                                                                                 | bé integrant del patrimoni cultural català |                      | Modifica les dades a Wikidata |
|        | Vilanova                   | Avià     | masia        | 15th century                                                  | 42° 03′ 35″ N, 1° 49′ 01″ E / 42.059849344152°N,1.8168763378888°E ca:Casa Vilanova. Zona Vilamarí. 08610 AVIÀ                    |                                            |                      | Modifica les dades a Wikidata |
|        | cal Coix                   | Avià     | masia        | Estil: arquitectura popular 1816                              | 42° 04′ 54″ N, 1° 49′ 41″ E / 42.081742°N,1.828087°E ca:Cal Coix. Barri de La Creu. 08610 AVIÀ                                   | bé integrant del patrimoni cultural català |                      | Modifica les dades a Wikidata |
|        | el Carrer Nou              | Avià     | masia        |                                                               | 42° 03′ 39″ N, 1° 50′ 50″ E / 42.0609195562281°N,1.84716023655426°E                                                              |                                            |                      | Modifica les dades a Wikidata |
|        | el Collet                  | Avià     | masia        |                                                               | 42° 02′ 55″ N, 1° 50′ 39″ E / 42.0486396720745°N,1.84405931109722°E ca:Graugés                                                   |                                            |                      | Modifica les dades a Wikidata |
|        | el Lledó                   | Avià     | masia        | Estil: arquitectura popular 17th century                      | 42° 04′ 01″ N, 1° 52′ 01″ E / 42.067°N,1.86696°E ca:Obiols 521 msnm                                                              | bé integrant del patrimoni cultural català | El Lledó (Avià)      | Modifica les dades a Wikidata |
|        | el Lluert                  | Avià     | masia        | Estil: arquitectura popular                                   | 42° 04′ 02″ N, 1° 48′ 15″ E / 42.0673°N,1.80424°E 709.6 msnm                                                                     | bé integrant del patrimoni cultural català |                      | Modifica les dades a Wikidata |
|        | el Pou                     | Avià     | masia        | Estil: arquitectura popular                                   | 42° 04′ 24″ N, 1° 48′ 33″ E / 42.0734°N,1.80918°E ca:El Pou. Clarà. 08610 AVIÀ                                                   | bé integrant del patrimoni cultural català |                      | Modifica les dades a Wikidata |
|        | el Puig                    | Avià     | masia        |                                                               | 42° 03′ 44″ N, 1° 51′ 29″ E / 42.0621083887064°N,1.85796799298602°E                                                              |                                            |                      | Modifica les dades a Wikidata |
|        | el Soler d'Obiols          | Avià     | masia        |                                                               | 42° 03′ 39″ N, 1° 51′ 59″ E / 42.0609665310116°N,1.86633989655966°E                                                              |                                            |                      | Modifica les dades a Wikidata |
|        | el Verdaguer               | Avià     | masia        | Estil: arquitectura popular 1850                              | 42° 04′ 11″ N, 1° 47′ 33″ E / 42.0697°N,1.7926°E ca:El Verdaguer. Clarà. 08610 AVIÀ                                              | bé integrant del patrimoni cultural català |                      | Modifica les dades a Wikidata |
|        | el Vilar de Baix           | Avià     | masia        |                                                               | 42° 03′ 50″ N, 1° 49′ 51″ E / 42.0638629792458°N,1.83097142669707°E                                                              |                                            |                      | Modifica les dades a Wikidata |
|        | el Vilar de Dalt           | Avià     | masia        |                                                               | 42° 03′ 47″ N, 1° 49′ 50″ E / 42.0631009212646°N,1.83042943295769°E                                                              |                                            |                      | Modifica les dades a Wikidata |
|        | els Arbres Blancs          | Avià     | masia        |                                                               | 42° 04′ 40″ N, 1° 48′ 44″ E / 42.0777486063078°N,1.81234101334846°E                                                              |                                            |                      | Modifica les dades a Wikidata |
|        | els Llums                  | Avià     | masia        |                                                               | 42° 03′ 21″ N, 1° 50′ 52″ E / 42.0558816293272°N,1.84772268255573°E                                                              |                                            |                      | Modifica les dades a Wikidata |
|        | els Porxos                 | Avià     | masia        |                                                               | 42° 03′ 58″ N, 1° 47′ 36″ E / 42.0660305012052°N,1.79326869465736°E ca:Clarà                                                     |                                            |                      | Modifica les dades a Wikidata |
|        | l'Horta                    | Avià     | masia        | Estil: arquitectura popular 1850                              | 42° 04′ 54″ N, 1° 50′ 08″ E / 42.081574°N,1.835501°E ca:L'Horta 08610 AVIÀ. Zona Molí del Castell.                               | bé integrant del patrimoni cultural català |                      | Modifica les dades a Wikidata |
|        | l'Ovella                   | Avià     | masia        |                                                               | 42° 04′ 43″ N, 1° 50′ 45″ E / 42.0785578907746°N,1.84575295771754°E                                                              |                                            |                      | Modifica les dades a Wikidata |
|        | la Baga                    | Avià     | masia        | Estil: arquitectura popular                                   | 42° 04′ 23″ N, 1° 51′ 28″ E / 42.072989°N,1.857683°E 568 msnm                                                                    | bé integrant del patrimoni cultural català |                      | Modifica les dades a Wikidata |
|        | la Barraca de Vilamarí     | Avià     | masia        | Estil: arquitectura popular 1767                              | 42° 03′ 34″ N, 1° 49′ 48″ E / 42.059579°N,1.829969°E ca:Barraca de Vilamarí. Camí d'Avià a Vilamarí. 08610 AVIÀ. Zona Vilamarí   | bé integrant del patrimoni cultural català |                      | Modifica les dades a Wikidata |
|        | la Bauma                   | Avià     | masia        |                                                               | 42° 03′ 22″ N, 1° 48′ 22″ E / 42.056134892735°N,1.8060688244183°E                                                                |                                            |                      | Modifica les dades a Wikidata |
|        | la Casa Nova de Cal Gris   | Avià     | masia        |                                                               | 42° 03′ 51″ N, 1° 51′ 45″ E / 42.0640717761928°N,1.86250154123958°E                                                              |                                            |                      | Modifica les dades a Wikidata |
|        | la Casa Nova de Sant Elies | Avià     | masia        |                                                               | 42° 04′ 35″ N, 1° 51′ 42″ E / 42.0762680966918°N,1.86176391992976°E                                                              |                                            |                      | Modifica les dades a Wikidata |
|        | la Casa Vella              | Avià     | masia        |                                                               | 42° 04′ 05″ N, 1° 50′ 50″ E / 42.0680979117353°N,1.8471874854648°E                                                               |                                            |                      | Modifica les dades a Wikidata |
|        | la Casanova                | Avià     | masia        |                                                               | 42° 02′ 32″ N, 1° 50′ 55″ E / 42.0422627531317°N,1.84850044000404°E                                                              |                                            |                      | Modifica les dades a Wikidata |
|        | la Casanova de Noet        | Avià     | masia        |                                                               | 42° 04′ 50″ N, 1° 51′ 04″ E / 42.080593514927°N,1.85115644431203°E                                                               |                                            |                      | Modifica les dades a Wikidata |
|        | la Casanova de la Riera    | Avià     | masia        |                                                               | 42° 04′ 33″ N, 1° 50′ 43″ E / 42.0759246230407°N,1.84541383732612°E                                                              |                                            |                      | Modifica les dades a Wikidata |
|        | la Casanova del Collet     | Avià     | masia        |                                                               | 42° 03′ 04″ N, 1° 50′ 43″ E / 42.0510380954081°N,1.84522423370318°E                                                              |                                            |                      | Modifica les dades a Wikidata |
|        | la Casanova del Rec        | Avià     | masia        |                                                               | 42° 05′ 25″ N, 1° 49′ 23″ E / 42.0903513456729°N,1.82310925245581°E                                                              |                                            |                      | Modifica les dades a Wikidata |
|        | la Caseta                  | Avià     | masia        |                                                               | 42° 04′ 58″ N, 1° 48′ 40″ E / 42.0827332662303°N,1.81100276164712°E                                                              |                                            |                      | Modifica les dades a Wikidata |
|        | la Casilla                 | Avià     | masia        |                                                               | 42° 04′ 06″ N, 1° 51′ 01″ E / 42.0683896038506°N,1.85022823772052°E                                                              |                                            |                      | Modifica les dades a Wikidata |
|        | la Coromina                | Avià     | masia        | 18th century                                                  | 42° 04′ 26″ N, 1° 49′ 22″ E / 42.0738303990009°N,1.82278595762819°E ca:La Coromina 08610 AVIÀ. Zona La Rovira                    |                                            |                      | Modifica les dades a Wikidata |
|        | la Feixassa                | Avià     | masia        |                                                               | 42° 04′ 15″ N, 1° 50′ 00″ E / 42.0707509925016°N,1.83344392117769°E                                                              |                                            |                      | Modifica les dades a Wikidata |
|        | la Font del Puig           | Avià     | masia        |                                                               | 42° 03′ 57″ N, 1° 51′ 08″ E / 42.0657630153708°N,1.85235458909553°E                                                              |                                            |                      | Modifica les dades a Wikidata |
|        | la Granja                  | Avià     | masia        |                                                               | 42° 05′ 02″ N, 1° 50′ 22″ E / 42.0838167549929°N,1.83941901182929°E                                                              |                                            |                      | Modifica les dades a Wikidata |
|        | la Noguera                 | Avià     | masia        | Estil: arquitectura popular 1850                              | 42° 04′ 55″ N, 1° 50′ 02″ E / 42.081854°N,1.833779°E ca:La Noguera 08610 AVIÀ. Zona Molí del Castell.                            | bé integrant del patrimoni cultural català |                      | Modifica les dades a Wikidata |
|        | la Perera                  | Avià     | masia        | Estil: arquitectura popular                                   | 42° 04′ 20″ N, 1° 48′ 39″ E / 42.0721°N,1.81094°E                                                                                | bé integrant del patrimoni cultural català |                      | Modifica les dades a Wikidata |
|        | la Pineda                  | Avià     | masia        |                                                               | 42° 03′ 20″ N, 1° 51′ 28″ E / 42.0556044105771°N,1.8578307531878°E                                                               |                                            |                      | Modifica les dades a Wikidata |
|        | la Riereta                 | Avià     | masia        | Estil: arquitectura popular                                   | 42° 03′ 48″ N, 1° 48′ 14″ E / 42.06329°N,1.803806°E ca:Granja La Riereta. Clarà. 08610 AVIÀ                                      | bé integrant del patrimoni cultural català |                      | Modifica les dades a Wikidata |
|        | la Roca                    | Avià     | masia        | Estil: arquitectura popular 1910                              | 42° 03′ 57″ N, 1° 51′ 08″ E / 42.0659°N,1.85213°E ca:a l'est del veïnat de Graugés                                               | bé integrant del patrimoni cultural català |                      | Modifica les dades a Wikidata |
|        | la Roureda Nova            | Avià     | masia        | Estil: arquitectura modernista 1920                           | 42° 04′ 47″ N, 1° 50′ 39″ E / 42.0796°N,1.84423°E ca:La Roureda Nova, Zona Molí del Castell. 08610 AVIÀ                          | bé integrant del patrimoni cultural català |                      | Modifica les dades a Wikidata |
|        | la Roureda Vella           | Avià     | masia        | 1806                                                          | 42° 04′ 49″ N, 1° 50′ 39″ E / 42.0803084575361°N,1.84429464587977°E ca:La Roureda Vella, 08610 AVIÀ. Zona Molí del Castell.      |                                            |                      | Modifica les dades a Wikidata |
|        | la Serra de Bellús         | Avià     | masia        |                                                               | 42° 03′ 06″ N, 1° 51′ 53″ E / 42.0517186831131°N,1.86469173605436°E                                                              |                                            |                      | Modifica les dades a Wikidata |
|        | la Serra de Vilamarí       | Avià     | masia        | Estil: arquitectura popular                                   | 42° 03′ 01″ N, 1° 50′ 09″ E / 42.0502°N,1.83574°E                                                                                | bé integrant del patrimoni cultural català |                      | Modifica les dades a Wikidata |
|        | la Sobirana                | Avià     | masia        | Estil: arquitectura popular                                   | 42° 03′ 44″ N, 1° 50′ 51″ E / 42.0621°N,1.84758°E                                                                                | bé integrant del patrimoni cultural català |                      | Modifica les dades a Wikidata |
|        | la Teuleria                | Avià     | masia        |                                                               | 42° 04′ 04″ N, 1° 50′ 52″ E / 42.0676727239489°N,1.84789624177389°E                                                              |                                            |                      | Modifica les dades a Wikidata |
|        | la Vinya                   | Avià     | masia        |                                                               | 42° 04′ 02″ N, 1° 48′ 00″ E / 42.0671638816887°N,1.80000395354294°E                                                              |                                            |                      | Modifica les dades a Wikidata |
|        | les Vinyes de Vilamarí     | Avià     | masia        |                                                               | 42° 02′ 52″ N, 1° 50′ 09″ E / 42.0476930310148°N,1.83594428434648°E                                                              |                                            |                      | Modifica les dades a Wikidata |

## molí d'aigua
| imatge | Nom                 | Ubicat a | instància de                  | Detalls                                  | coordenades                                                                                     | Protecció                                  | Commons (més fotos)     | Dades a WD                    |
| ------ | ------------------- | -------- | ----------------------------- | ---------------------------------------- | ----------------------------------------------------------------------------------------------- | ------------------------------------------ | ----------------------- | ----------------------------- |
|        | Molí de Bellús      | Avià     | molí d'aigua Ús: molí fariner | Estil: arquitectura popular 1751         | 42° 02′ 56″ N, 1° 51′ 16″ E / 42.049°N,1.85451°E ca:Molí de Bellús. Obiols. 08610 AVIÀ          | bé integrant del patrimoni cultural català | Molí de Bellús (Avià)   | Modifica les dades a Wikidata |
|        | Molí de Casancots   | Avià     | molí d'aigua Ús: molí fariner | Estil: arquitectura popular              | 42° 03′ 14″ N, 1° 48′ 44″ E / 42.054°N,1.81211°E ca:Camí ral que porta a casa en Cots, Vilamarí | bé integrant del patrimoni cultural català |                         | Modifica les dades a Wikidata |
|        | Molí de la Coromina | Avià     | molí d'aigua                  |                                          | 42° 04′ 24″ N, 1° 49′ 17″ E / 42.0734654470238°N,1.82145089304605°E                             |                                            |                         | Modifica les dades a Wikidata |
|        | Molí de la Riereta  | Avià     | molí d'aigua                  | Estil: arquitectura popular 18th century | 42° 03′ 40″ N, 1° 48′ 14″ E / 42.061227°N,1.803797°E ca:Molí de la Riereta. Clarà. 08610 AVIÀ   | bé integrant del patrimoni cultural català |                         | Modifica les dades a Wikidata |
|        | Molí del Castell    | Avià     | molí d'aigua                  | Estil: arquitectura popular              | 42° 05′ 01″ N, 1° 49′ 55″ E / 42.0836°N,1.83183°E 661 msnm                                      | bé integrant del patrimoni cultural català | Molí del Castell (Avià) | Modifica les dades a Wikidata |
|        | Molí del Salvans    | Avià     | molí d'aigua                  |                                          | 42° 04′ 53″ N, 1° 48′ 52″ E / 42.0814358554829°N,1.81443633429282°E                             |                                            |                         | Modifica les dades a Wikidata |
|        | molí de Minoves     | Avià     | molí d'aigua                  | Estil: arquitectura popular 1637         | 42° 04′ 20″ N, 1° 52′ 06″ E / 42.072121944444°N,1.8683730555556°E                               | bé cultural d'interès local                |                         | Modifica les dades a Wikidata |

## muntanya
| imatge | Nom                     | Ubicat a                 | instància de | Detalls | coordenades                                                       | Protecció | Commons (més fotos)  | Dades a WD                    |
| ------ | ----------------------- | ------------------------ | ------------ | ------- | ----------------------------------------------------------------- | --------- | -------------------- | ----------------------------- |
|        | Sant Salvador           | Avià l'Espunyola Capolat | muntanya     |         | 42° 03′ 41″ N, 1° 46′ 55″ E / 42.061364°N,1.781976°E 1157 msnm    |           | Sant Salvador (Avià) | Modifica les dades a Wikidata |
|        | Serradet del Bullidor   | Avià                     | muntanya     |         | 42° 02′ 56″ N, 1° 51′ 51″ E / 42.049°N,1.86428°E 545 msnm         |           |                      | Modifica les dades a Wikidata |
|        | Serrat dels Lladres     | Avià Casserres           | muntanya     |         | 42° 02′ 41″ N, 1° 50′ 49″ E / 42.04483333°N,1.84686111°E 682 msnm |           |                      | Modifica les dades a Wikidata |
|        | Serrat dels Tres Hereus | Avià Casserres           | muntanya     |         | 42° 02′ 41″ N, 1° 50′ 49″ E / 42.044844°N,1.846832°E 663 msnm     |           |                      | Modifica les dades a Wikidata |
|        | el Tossal               | Avià                     | muntanya     |         | 42° 04′ 38″ N, 1° 49′ 26″ E / 42.07718333°N,1.82400833°E 702 msnm |           |                      | Modifica les dades a Wikidata |

## polígon industrial
| imatge | Nom                                       | Ubicat a | instància de       | Detalls | coordenades                                                         | Protecció | Commons (més fotos) | Dades a WD                    |
| ------ | ----------------------------------------- | -------- | ------------------ | ------- | ------------------------------------------------------------------- | --------- | ------------------- | ----------------------------- |
|        | Polígon industrial La Plana               | Avià     | polígon industrial |         | 42° 03′ 02″ N, 1° 52′ 16″ E / 42.0505743732765°N,1.87103207441355°E |           |                     | Modifica les dades a Wikidata |
|        | Polígon industrial el Camí de Santa Maria | Avià     | polígon industrial |         | 42° 04′ 22″ N, 1° 49′ 46″ E / 42.0727994614152°N,1.82941728331986°E |           |                     | Modifica les dades a Wikidata |

## pont
| imatge | Nom                       | Ubicat a   | instància de | Detalls                                                                                   | coordenades                                                                    | Protecció                                  | Commons (més fotos) | Dades a WD                    |
| ------ | ------------------------- | ---------- | ------------ | ----------------------------------------------------------------------------------------- | ------------------------------------------------------------------------------ | ------------------------------------------ | ------------------- | ----------------------------- |
|        | Palanca de Ca la Verònica | Avià       | pont         |                                                                                           | 42° 04′ 14″ N, 1° 49′ 28″ E / 42.0704867805424°N,1.82432246163705°E            |                                            |                     | Modifica les dades a Wikidata |
|        | Passeres de la Bauma      | Avià       | pont         | Travessa: riera de Clarà                                                                  | 42° 03′ 23″ N, 1° 48′ 33″ E / 42.0563525802521°N,1.80916260453508°E            |                                            |                     | Modifica les dades a Wikidata |
|        | Pont d'Orniu              | Avià Olvan | pont         | Estil: arquitectura popular 1840 Travessa: Llobregat Estat: malmès bon estat Llum: 13.25m | 42° 04′ 04″ N, 1° 52′ 06″ E / 42.0679°N,1.86824°E ca:Colònia Rosal. 08610 AVIÀ | bé integrant del patrimoni cultural català | Pont d'Orniu (Avià) | Modifica les dades a Wikidata |
|        | Pont de Clarà             | Avià       | pont         | Travessa: riera de Clarà Hi passa: C-26                                                   | 42° 04′ 00″ N, 1° 47′ 45″ E / 42.0666335795046°N,1.79580764269362°E            |                                            |                     | Modifica les dades a Wikidata |
|        | Restes del Pont d'Orniu   | Avià Olvan | pont         | Estil: arquitectura popular Travessa: Llobregat Estat: parcialment destruït               | 42° 04′ 02″ N, 1° 52′ 07″ E / 42.067246°N,1.868599°E                           | bé integrant del patrimoni cultural català | Pont d'Orniu (Avià) | Modifica les dades a Wikidata |

## Misc
| imatge | Nom                                       | Ubicat a                                                                          | instància de                                  | Detalls                                                       | coordenades                                                                                               | Protecció                                  | Commons (més fotos)       | Dades a WD                    |
| ------ | ----------------------------------------- | --------------------------------------------------------------------------------- | --------------------------------------------- | ------------------------------------------------------------- | --- | ------------------------------------------ | ------------------------- | ----------------------------- |
|        | Carrer Vell de Graugés                    | Avià                                                                              | carrer                                        | Estil: arquitectura popular                                   | 42° 04′ 09″ N, 1° 50′ 59″ E / 42.069297°N,1.84965°E                                                       | bé integrant del patrimoni cultural català |                           | Modifica les dades a Wikidata |
|        | Castell d'Avià                            | Avià                                                                              | castell                                       |                                                               | No/unknown value                                                                                          |                                            |                           | Modifica les dades a Wikidata |
|        | Granja Graugés                            | Avià                                                                              | granja                                        |                                                               | 42° 03′ 47″ N, 1° 50′ 36″ E / 42.0631498369761°N,1.84325222987531°E                                       |                                            |                           | Modifica les dades a Wikidata |
|        | Llobregat                                 | Catalunya província de Barcelona Catalunya Central Àmbit Metropolità de Barcelona | riu                                           | Desemboca: mar Mediterrània Llarg: 175km Conca: 4948.3km²     | 42° 16′ 57″ N, 2° 00′ 46″ E / 42.282412°N,2.012826°E 41° 18′ 08″ N, 2° 07′ 55″ E / 41.302248°N,2.131948°E |                                            | Llobregat                 | Modifica les dades a Wikidata |
|        | Poblat ibèric del Serrat dels Tres Hereus | Casserres Avià                                                                    | poblat ibèric                                 |                                                               | 42° 02′ 40″ N, 1° 50′ 48″ E / 42.04448333°N,1.84654444°E Serrat dels Lladres                              |                                            |                           | Modifica les dades a Wikidata |
|        | Rectoria d'Obiols                         | Avià                                                                              | rectoria                                      | Estil: arquitectura popular                                   | 42° 03′ 40″ N, 1° 51′ 59″ E / 42.061096°N,1.866259°E                                                      | bé integrant del patrimoni cultural català |                           | Modifica les dades a Wikidata |
|        | Sant Vicenç d'Obiols                      | Avià                                                                              | església parroquial necròpolis torre jaciment | Estil: art preromànic                                         | 42° 03′ 40″ N, 1° 51′ 59″ E / 42.0612°N,1.86635°E ca:Obiols. 08610 AVIÀ                                   | bé cultural d'interès local                | Sant Vicenç d'Obiols      | Modifica les dades a Wikidata |
|        | Serra de Noet                             | Avià Berga                                                                        | serra                                         |                                                               | 42° 05′ 20″ N, 1° 50′ 16″ E / 42.088954°N,1.837787°E 755 msnm                                             |                                            | Serra de Noet             | Modifica les dades a Wikidata |
|        | casa consistorial d'Avià                  | Avià                                                                              | casa consistorial                             |                                                               | 42° 04′ 38″ N, 1° 49′ 23″ E / 42.0771879°N,1.822988°E                                                     |                                            |                           | Modifica les dades a Wikidata |
|        | estanys de Graugés                        | Avià                                                                              | zona humida                                   | Superfície: 12.55ha                                           | 42° 03′ 49″ N, 1° 50′ 27″ E / 42.0637°N,1.8408°E 596 msnm                                                 |                                            | Estanys de Graugés (Avià) | Modifica les dades a Wikidata |
|        | la Torre de la Carretera                  | Avià                                                                              | casa                                          | Estil: arquitectura popular 1931 Estat: enderrocat o destruït | 42° 04′ 35″ N, 1° 49′ 24″ E / 42.076334°N,1.823315°E ca:Nucli antic, Av. Pau Casals, 11. 08610 AVIÀ       | bé integrant del patrimoni cultural català |                           | Modifica les dades a Wikidata |
|        | resclosa del Molí d'Obiols                | Avià                                                                              | resclosa                                      |                                                               | 42° 03′ 13″ N, 1° 52′ 22″ E / 42.053703°N,1.872771°E                                                      |                                            |                           | Modifica les dades a Wikidata |